# ساي بالافي
ساي بالافي (بالإنجليزية: Sai Pallavi) (ولدت في 9 مايو 1992) هي ممثلة أفلام هندية بما في ذلك الأفلام باللغة المالايالامية والتاميلية والتيلوغوية.
حظيت ساي بشهرة فورية نتيجة لأدائها لدور ملار في فيلم Premam الذي تم إنتاجه عام 2015 باللغة الماليالامية ويعتبر الفيلم بمثابة أول ظهور لها في السينما.
وتمكنت ساي لدورها في الفيلم من إثارة إعجاب كل من النقاد والجمهور على حد سواء ونالت إشادة واسعة.
أكملت ساي دراستها الطبية في عام 2016 من كلية الطب في جامعة ولاية الحكومية، في جورجيا.

## روابط خارجية
- ساي بالافي على موقع IMDb (الإنجليزية)
- ساي بالافي على موقع ميوزك برينز (الإنجليزية)
- ساي بالافي على موقع قاعدة بيانات الفيلم (الإنجليزية)
- ساي بالافي على موقع كينوبويسك (الروسية)